# أنكيلوصوريات

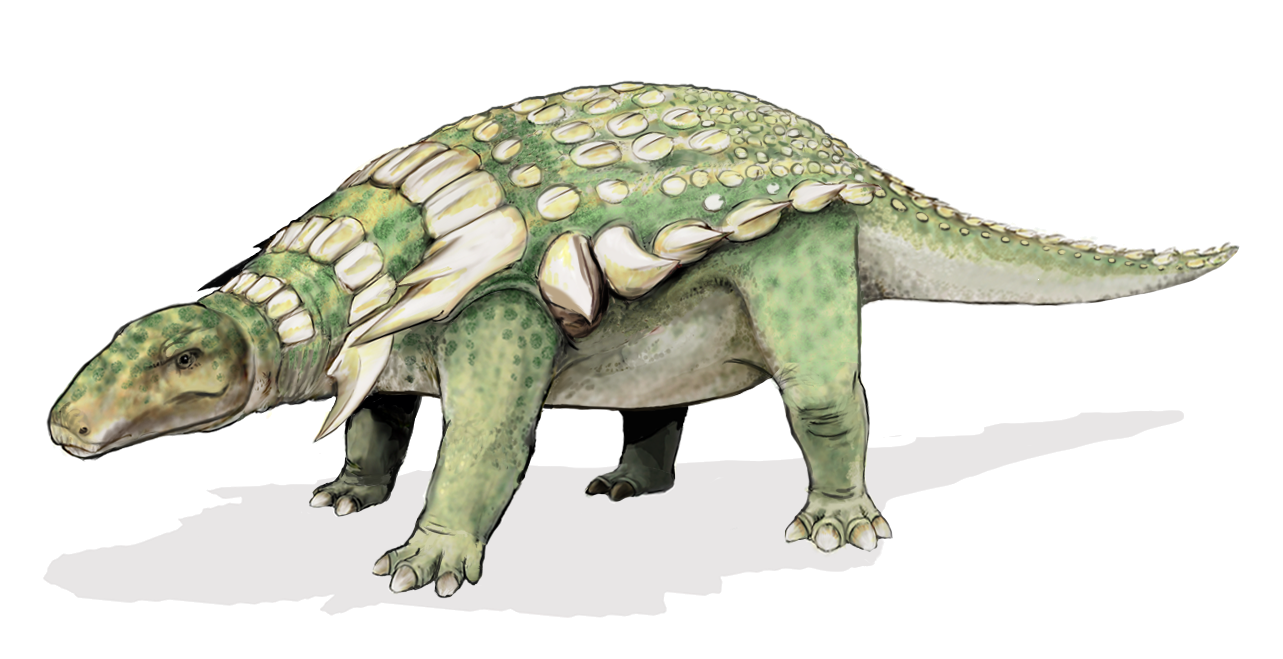
تمثيل جسمان إدمونتونيا ، أحد النودوصوريديا. وهي تتميز بجموعة قرون على كل كتف.

أنكيلوصوريات (بالإنجليزية:Ankylosauria) (باللغة اليونانية القديمة 
|ἀγκύλος ankýlos ‚منحني ‘ و σαῦρος  sauros ‚سحلية)
هي أصنوفة من ديناصورات طيريات الورك. وهي ديناصورات كانت تمشي على أربعة أرجل، تأكل النباتات. كانت تتميز بدرع من الصفيحات العظمية. ظهرت خلال العصر الجوراسي الأوسط وتزايدت خلال العصر الطباشيري حيث انتشرت في جميع أنحاء العالم. تقسم تلك الأصنوفة إلى رتبتين: النودوصوريات والأنكيلوصوريات.
عاشت الأنكيلوصوريات على الأرض بين 167 و66 مليون سنة مضت.

## الصفات العامة

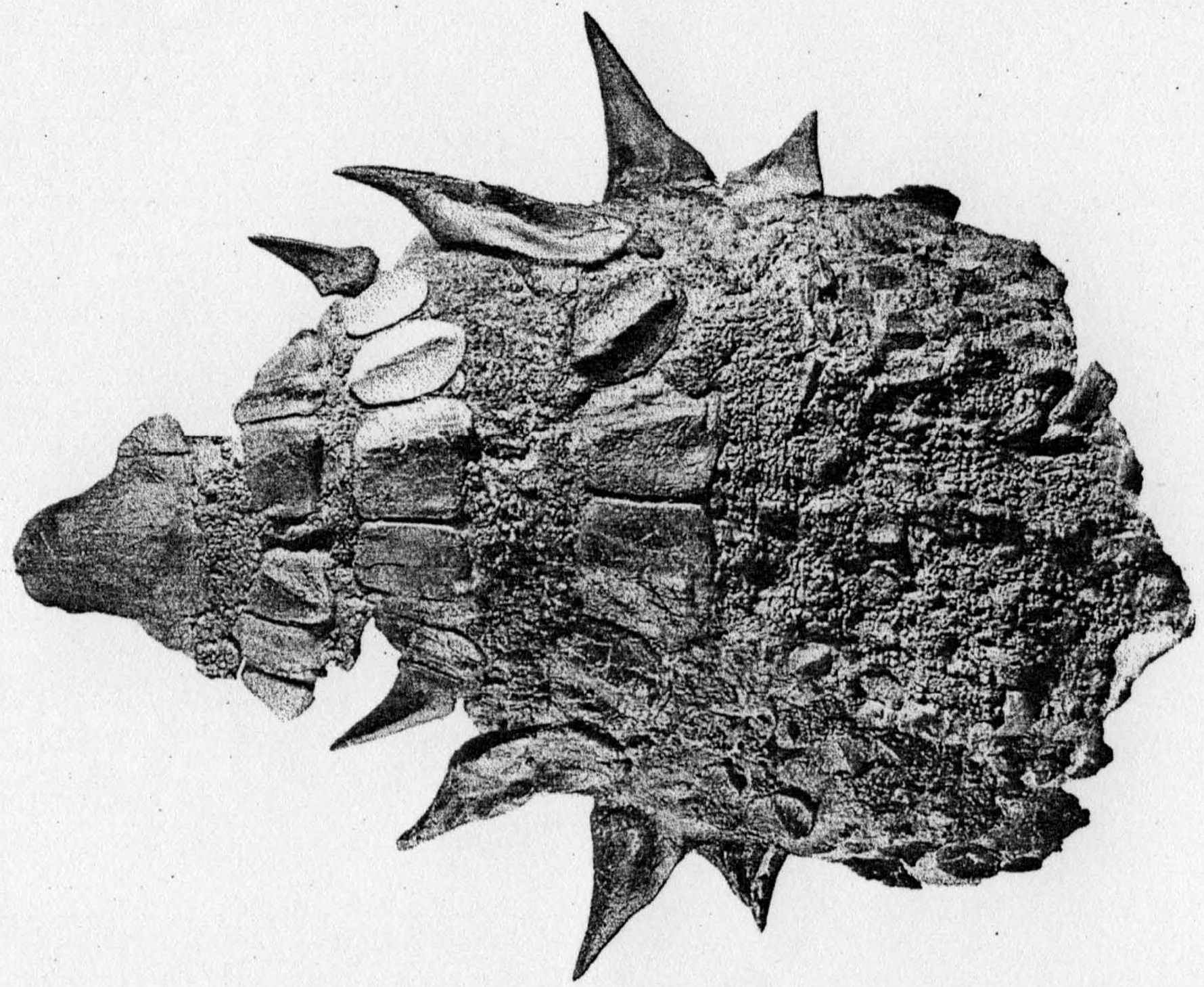
أحفورة «إدمونتونيا» ودرع الصفيحات وبعضها مدبب. كانت تأكل النباتات.

وصل طول معظم الأنكيلوصوريات بين 4 - 6 متر، والفئات الكبيرة منها مثل الأنكيلوصور وصل إلى نحو 9 أمتار، بينما كان طول الفئات الصغيرة منها مثل «ستروثيوصور» و «مينمي» نحو 3 أمتار فقط. وتتميز جميع الأنكيلوصوريا ببدن عريض قوي، يحمله أربعة أرجل قصيرة قوية. وكانت تتحرك على الأربعة أطراف فقط. كانت الرجلان الخلفيتان أطول من الرجلين الأماميتين مما يسهل على الرأس الرعي على الأرض.

## المراجع

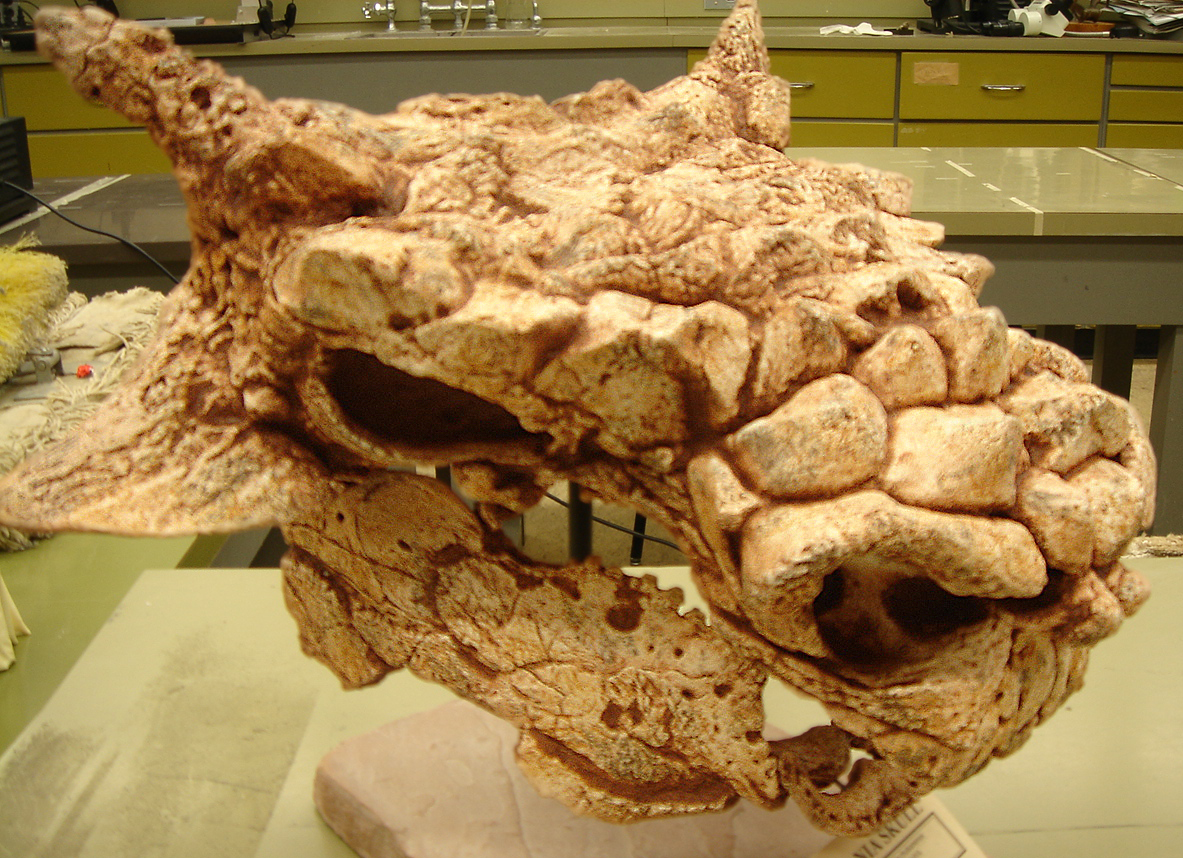
جمجمة "سايكانيا" Saichania

## اقرأ أيضًا
- سيراتوصوريا
- ديناصور ذو ريش
- صوروبودا
- تيرانوصور
- تربوصور
- تريسراتبس
- كيراتوبسيا
- أورنيثوديرا
- صوروبلتا
- بانوبلوسوروس